# Kadaňští výtvarníci
Skupina umělců Kadaňští výtvarníci vystavuje od roku 1985 mimo jiná města i v Kadani. Mezi členy této výtvarné skupiny patří: Herbert Kisza, Jitka Gavendová, Jitka Kůsová, Vojtěch Kraus, Dalibor Vajnar, Pavel Wolf, František Vlček, Kryštof Kisza.

## Herbert Kisza
Akademický malíř Herbert Kisza se narodil 16. června 1943 v Podoboře. Z toho důvodu dříve užíval iniciály HKP tj. Herbert Kisza Podoborský. Do základní školy chodil v Českém Těšíně a poté se rozhodl pro studium uměleckých řemesel v Brně. Zde studoval do roku 1961 a dále pokračoval studiem v ateliéru monumentální malby na Vysoké škole uměleckoprůmyslové v Praze.
Do Kadaně přišel roku 1972. V baště na městské zdi si zřídil dílnu a ateliér. Po krátkou dobu učil na Lidové škole umění v Kadani, ale rozhodl se plně věnovat pouze své umělecké činnosti. Do povědomí města se dostal roku 1973, kdy uspořádal výstavu v radnici. Následně vystavoval v Klášterci nad Ohří, Ústí nad Labem, Teplicích, Teplé, Jirkově, Chomutově, Olomouci, Liberci, Praze, Karlových Varech, Litvínově a v mnoho dalších městech.
Kisza pomáhal při stavbě nové kadaňské nemocnice, pro kterou vytvořil pískovcový reliéf Zrození života. Následovaly další rozličné plastiky a reliéfy např. pro železárny Bílá Cerkev nebo stavební průmyslovou školu Kadaň. Kisza procestoval Českou republiku od Jizerských hor přes České Středohoří až po Český Krumlov. Ale nezůstal pouze v Čechách, vydal se do Číny, Egypta, na Kubu a Island atd. A právě tyto rozličné cesty se objevily v grafikách i malbách.
Rané práce malířské tvorby z konce 60. let vycházely často z náboženských námětů. (…) Zároveň se objevují fantaskní představy z rodu surrealismu.
V polovině 70. let se v obrazech začala objevovat krajina Kadaňska. Nepopisuje krajinu pouze idylicky, naopak často zobrazuje její zchátralost. Počátkem 80. let propojuje sny a skutečnost, vzpomínky a přítomnost. Často se objevují motivy hřbitovů, lodí a hnízd.
Dalším hojným námětem se stal zpustošený krušnohorský les, kde už holé planiny a mrtvé stromy nebyly ničím zvláštním. Rozváděl téma stromu. Odtud čtveřice velkých pláten Ze života stromu (strom plodící, poražený, ukřižovaný a strom jako symbol věčného života). Na počátku 90. let namaloval cyklus obrazů na téma opuštěný hřbitov, otlučené sochy svatých.
Roku 1991 otevřel první soukromou výstavní síň na kadaňském náměstí – Galerii U Netopýra, zde je shromážděno téměř celé Kiszovo dílo. Účastnil se a sám pořádal sochařská sympozia. Díla jsou dodnes viditelná na různých veřejných místech v Kadani, např. na západní hraně stolové hory Úhošť. Kromě organizace výstav a sympozií se věnuje fotografování a publikování. Vydal knihu Galerie U netopýra a Kadaň a okolí. Kniha Kadaň a okolí vznikla během jediného roku.
Stal se vizuálním kronikářem svého kraje a především města Kadaně, jehož proměny systematicky a citlivě zaznamenává ve svých grafikách a malbách se schopností ozvláštňovat jejich realitu silnou imaginací, vidět jejich magickou i tragickou podobu.

## Jitka Gavendová
Jitka Gavendová se narodila 22. září 1946 v Plzni. Rok od narození se s rodiči přestěhovala do Chomutova. Studovala na Střední průmyslové škole keramické v Karlových Varech. Pracovala pro VTŽ Chomutov a pro Doly Nástup Tušimice. Po čtyřech letech v Klášterci nad Ohří se roku 1986 přestěhovala do Kadaně, zde o čtyři roky později v roce 1990 s manželem Františkem Vlčkem otevřela soukromou výstavní síň. Galerie U Adama se nachází ve Sládkově ulici.
Věnuje se především komorním obrázkům, ale v její tvorbě nacházíme i velké formáty. Námětem zůstává především příroda a v ní trávy, stvoly, peříčka, ptačí hnízda, kapky rosy aj. Zároveň ilustruje regionální publikace, kreslí titulky novin. Specifičnost obrazů, písmo a rukopis odhalí autorku již na první pohled.
Velmi dobře znala Čtrnáct svatých pomocníků, jelikož s nimi žila pod jednou střechou a to Ve Františkánském klášteře v Kadani. A ti jí byli inspirací pro chomutovskou výstavu v galerii Lurago, kde se právě obrazy Čtrnácti svatých pomocníků prezentovala v roce 2000. Vystavovala rozličné obrazy dívek a žen, andělů, stromů, ptáků, kapek rosy na travním stéblu aj.
Svou tvorbu vystavovala nejen v Kadani a Klášterci nad Ohří, ale i v Praze, Liberci, Děčíně, Wensiendelu, Seibu a v mnoha dalších.

## Jitka Kůsová
Jitka Kůsová (rozená Valevská) se narodila 28. června 1962 v Chomutově. Vystudovala Střední průmyslovou školu keramickou v Karlových Varech obor výtvarné zpracování keramických a porcelánových tvarů. V letech 1982-1986 se pokusila o přijetí na Vysokou školu uměleckoprůmyslovou v Praze. přijata nebyla. Dál pokračovala v sebevzdělávání. V počátcích jí v tom pomohlo setkání s Akad. malířem K. Sopkem, významný osamostatňující krok však znamenalo setkání s Akad. malířem Pavlem Bergrem v Ústí nad Labem na Lidové konzervatoři.
Mimo skupiny kadaňských výtvarníků byla členkou Krajského klubu amatérských výtvarníků a spoluzakladatelkou výtvarníků Spolu. Vyučovala na základní umělecké škole v Chomutově, byla ředitelkou Klášterecké knihovny. Pracovala v SKKS jako kurátorka výstavních prostor. Od roku 2004 je tzv. na volné noze.
Věnuje se převážně sochařství a kresbě, ale mezi zvládnutými technikami je i malba a grafika. Během své práce se zúčastnila již více než 50 sochařských sympoziích. Zde získala i významná ocenění. Jmenujme rok 2010 ve Francii, La Bresse - 20eme Festival de Sculpture Camille CLAUDEL - za pískovcovou sochu, Člověk za časů vodnáře, Prix des Artistes (cena umělecké poroty). Své realizace má kromě Čech také ve Švýcarsku, Itálii, Německu. Několikrát se zúčastnila sochařských sympozií v Doksanech, Martiněvsi, Vejprtech a Vintířově, Mostě a dalších. Samostatné výstavy v Čechách měla v Klášterci nad Ohří, Plzni, Litoměřicích, Chomutově, Mostě a dalších městech. Zúčastnila se mnoha společných mezinárodních výstav v Německu, Švýcarsku, Francii, Holandsku a Rakousku.
Lidská postava a její prožitek je pro ni stálá inspirace. Tato práce dává odpovědi i na otázky jen tušené. Kresba je základ každého počátku, nejdůležitější bod a ona s ní pracuje zároveň, jako se svébytnou technikou. Návyk precizní práce, zručnosti a technického myšlení je její deviza. Díky tomu ji materiál nesvazuje. S každým materiálem prožívá jeho vlastnosti, ať je to hnětení hlíny, kámen či dřevo. Každý se chová jinak a každý může vyjádřit ideu specificky. Právě zvládnuté řemeslo umožní tvořit svobodně. Zaměřuje se na figurální tvorbu, pomáhá ji v tom dokonale zvládnutá anatomie těla. Věnuje se filosofii, což dává jejím dílům hloubku. Figury zobrazuje bez oděvů a kulis, nahé, bez přetvářky. Znázorňuje proměny člověka v čase, jeho mládí, svěžest a ochablost, opotřebovanost.
Hlavním tématem plastik je tělo v křeči, utrpení a pohybu. Taková byla i plastika Ukřižování, která dostala první místo ve veřejné soutěži Ignác ve výtvarné reflexi v Chomutově (2001).
V sochařské tvorbě pracuje také s abstraktními formami.
Je umělecká ředitelka bienále Krušnohorského sochařského sympozia ve dřevě, Paměť krajiny v Klášterci nad Ohří.

### Mnich

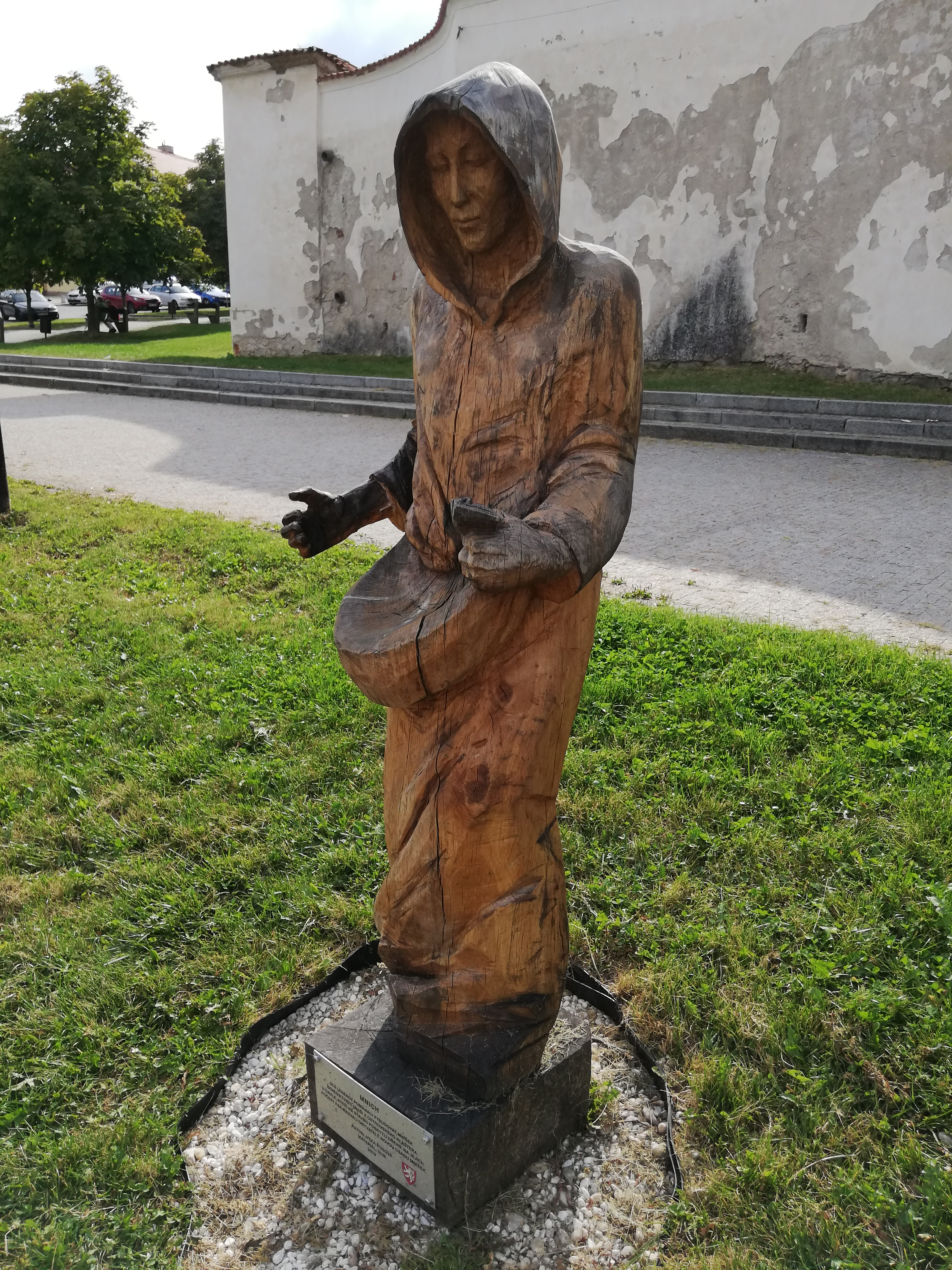
dubová socha „Mnich“ v Mníšku pod Brdy (2019)

Dubová socha s názvem „Mnich“ byla vytvořena v srpnu roku 2019 na sochařském sympoziu v Bratřínově. Před kostelní zdí v Mníšku pod Brdy byla slavnostně odhalena v neděli 1. prosince 2019. Její autorkou je česká sochařka a malířka Jitka Kůsová (* 28. června 1962, Chomutov; rozená Valevská) z Klášterce nad Ohří. Dřevěná socha meditujícího mnicha s přivřenýma očima, který rozsévá zrno a s ním symbolicky šíří i víru a vzdělanost –⁠ podle hesla mnišského benediktinského řádu: Ora et labora (Modli se a pracuj) –⁠ upomíná na legendu, podle níž při výstavbě nové osady (Mníšku pod Brdy) pomáhali benediktinští mniši z kláštera na Ostrově u Davle, kteří na stavbu vsi poskytli dřevo. Osada za tuto pomoc byla z vděčnosti nazvána svými obyvateli Mníšek.

Ukázky z díla Jitky Kůsové
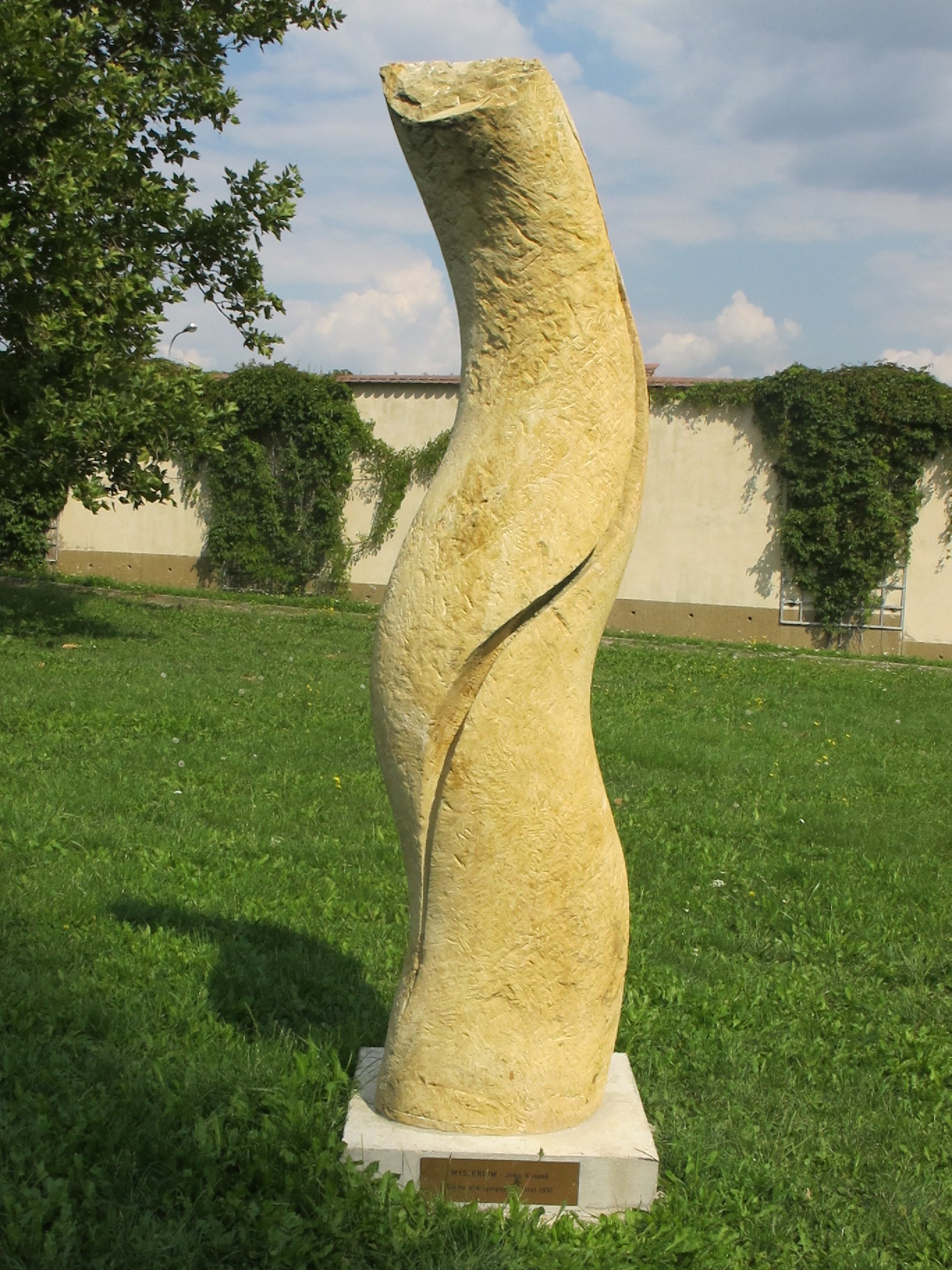
Pískovcová socha „Mysterium“ u děkanského kostela Most, která vznikla v rámci sochařských sympozií
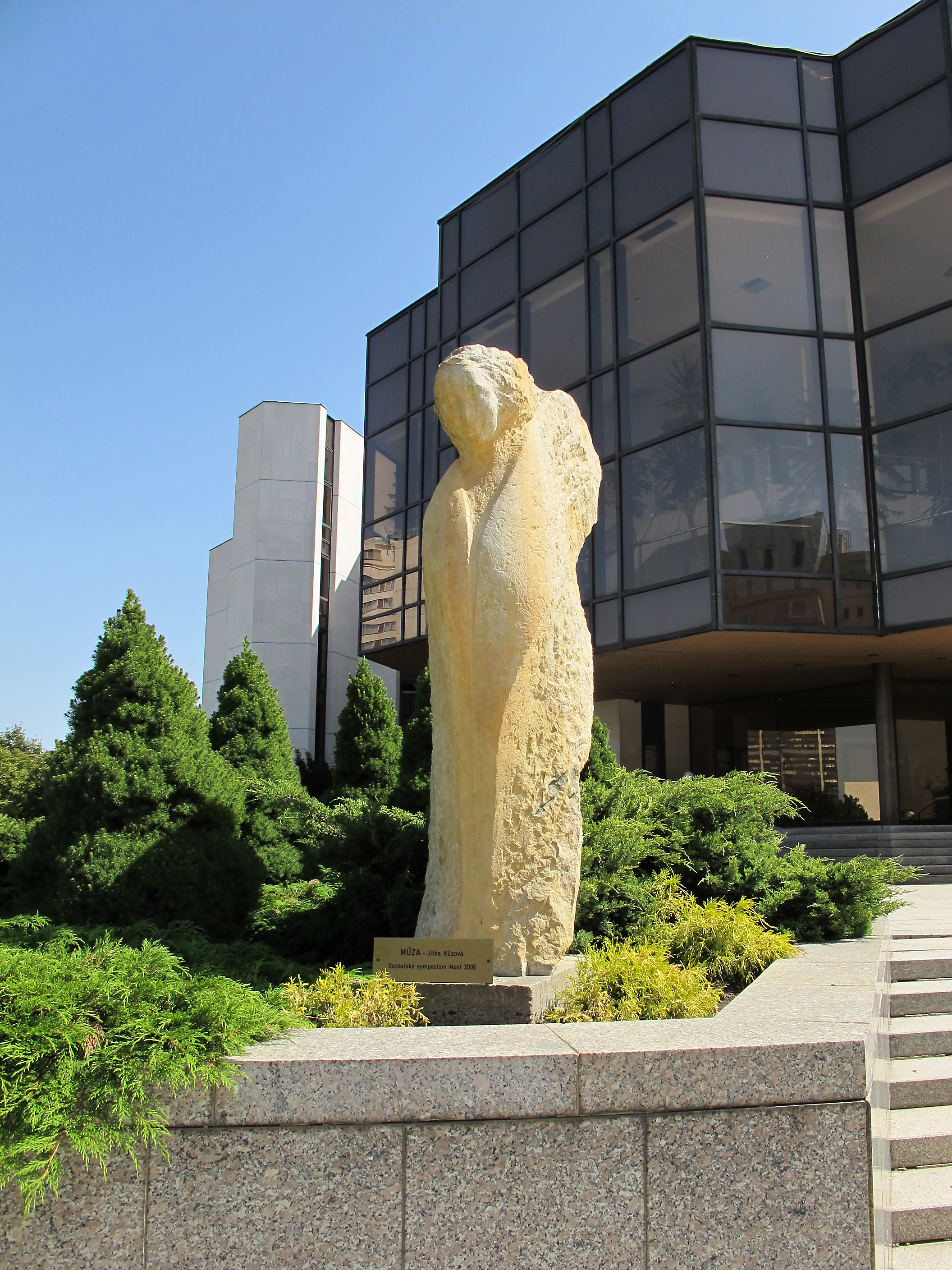
Plastika „Múza“ před Městským divadlem Most (2008)
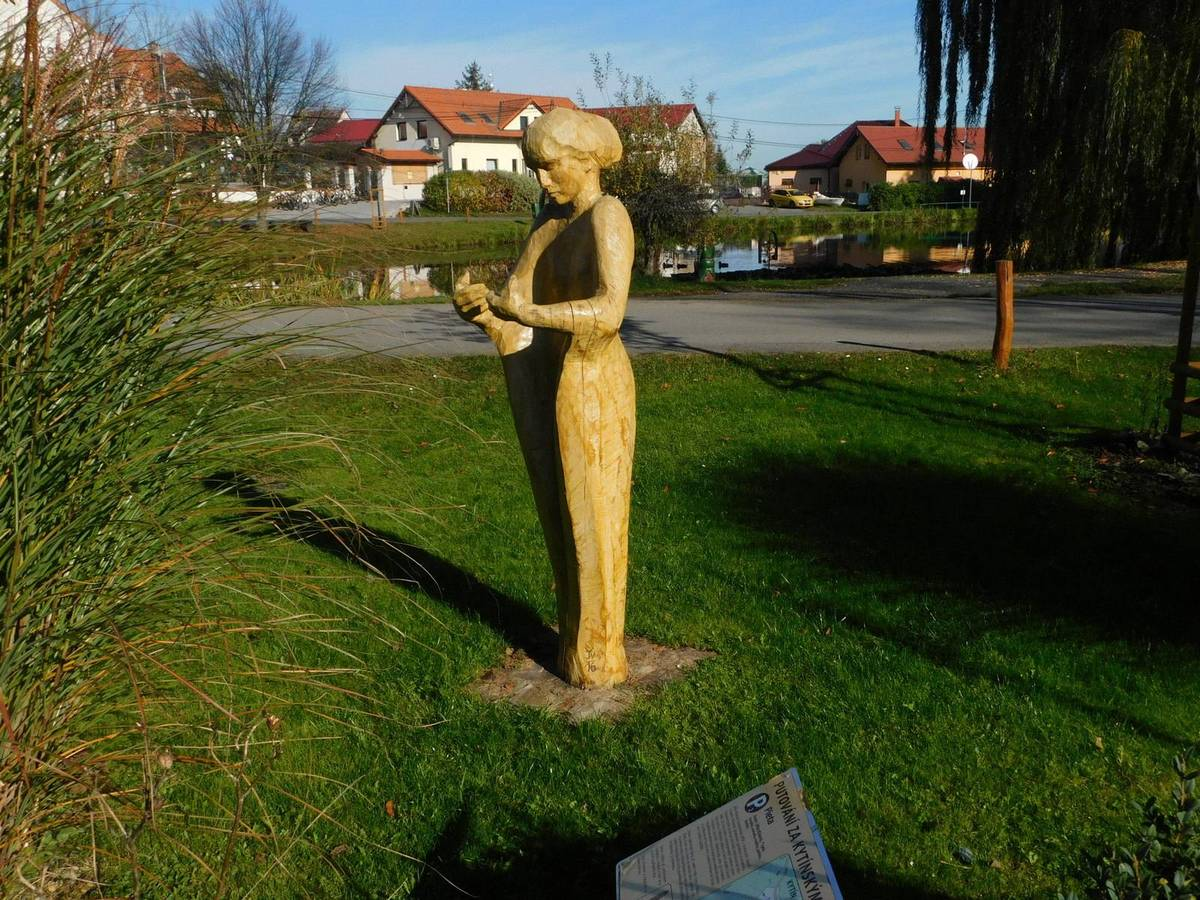
Socha „Pieta“ v Kytíně
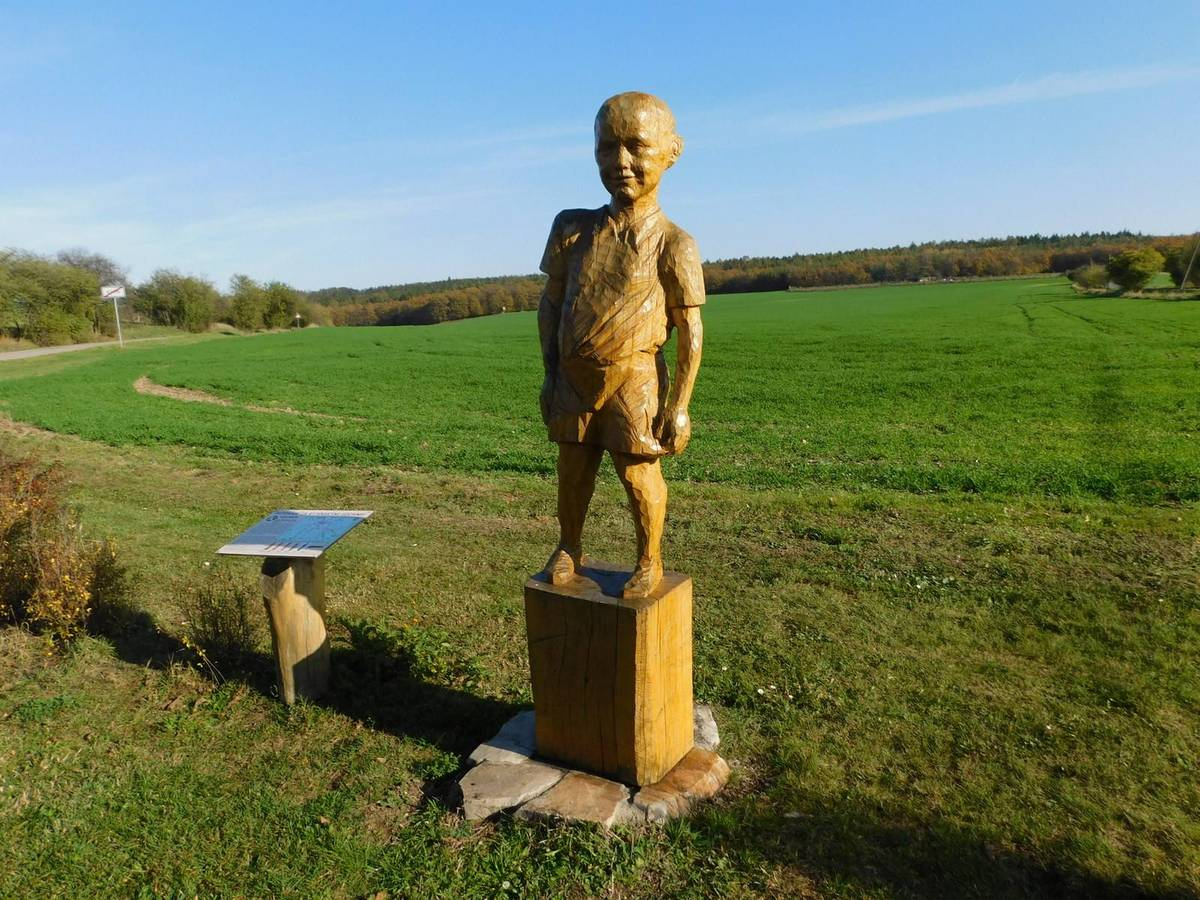
Socha Káji Maříka v Kytíně (detail)
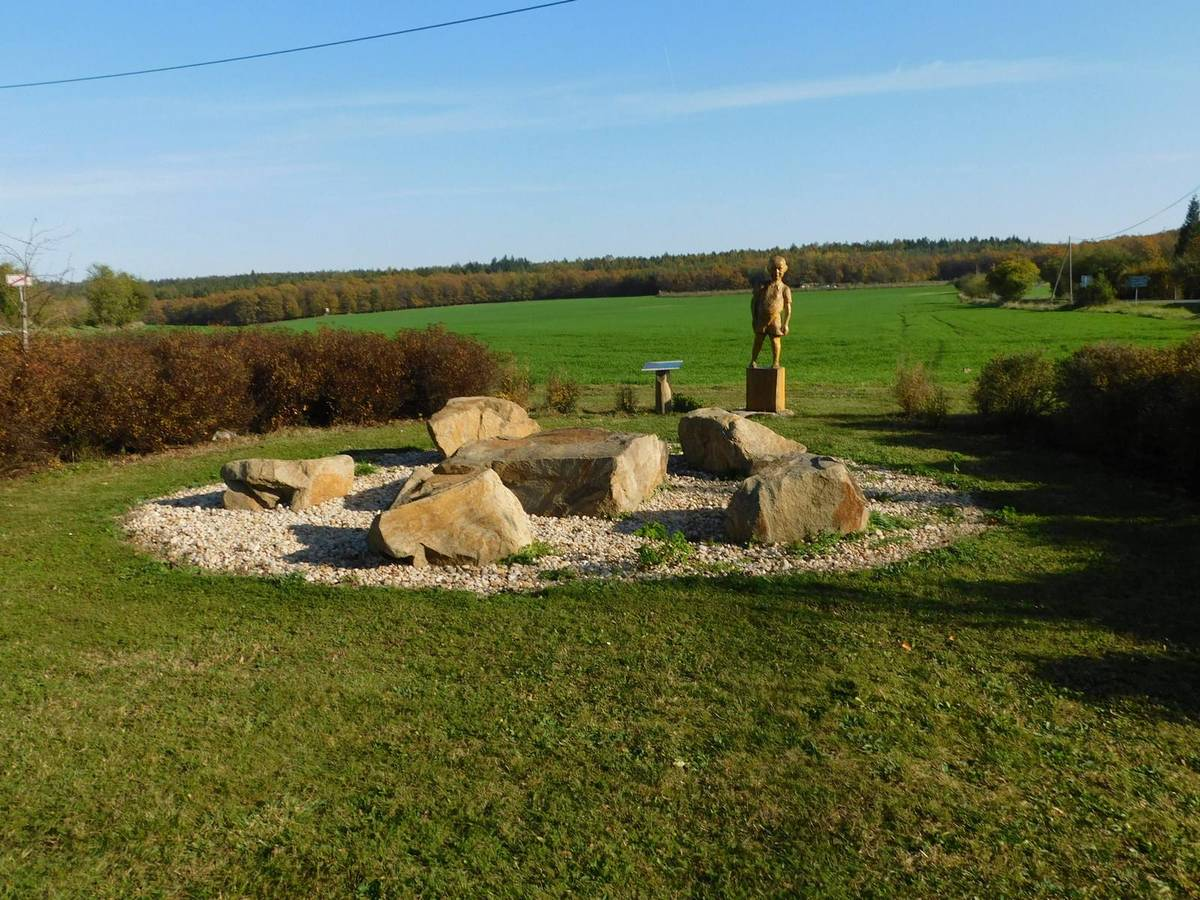
Socha Káji Maříka v Kytíně

V obci Březno kamenná socha Víra Láska Naděje (2022) „vzdává hold všem lidem, kteří se rozhodli přijet do Sudet, pokračovat v životě a obstáli“, což je pocta volyňským Čechům, kteří přišli zpět do Čech a začali hospodařit v bývalých Sudetech.

## Dalibor Vajnar
Dalibor Vajnar se narodil 29. července 1972 v Chomutově. Studoval na kadaňském gymnáziu a poté na Institutu výtvarné kultury Univerzity J. E. Purkyně v Ústí nad Labem. Hlavní inspirací se mu stala východní kultura. V obrazech se objevují motivy slova a obrazu.
Obrazy představují úryvky posvátných spisů, jež tvoří protiklady k obrazu. Těmi jsou např. bosá noha, kráčející písčitou pouští, u níž je citován úryvek „Naslouchaje radám mistrů, hledal cestu, již kdysi důvěrně znal…“
Vajnar patří k jednomu z nejmladších výtvarníků, kteří se dostali do povědomí veřejnosti. Svými tématy se liší od předchozích generací. Přináší do své tvorby nová témata.

## Pavel Wolf
Pavel Wolf se narodil 2. března 1946 ve Světlé nad Sázavou. Jeho otec byl zvolen ředitelem hospodářské záložny, a rodina se proto přestěhovala do Podbořan. Do Kadaně přišli roku 1954. Malovat začal díky učiteli Josefu Kokešovi. Vystudoval Střední průmyslovou školu keramickou v Karlových Varech. Po maturitě odchází do Olomouce, kde studuje obory český jazyk a výtvarná výchova na Univerzitě Palackého. Protože je však studium zaměřeno především na český jazyk, Olomouc opouští.
Wolf se vzdělával v oborech malby, grafiky, fotografování, maloval zátiší, lidské figury i dekorativní kompozice technikou pastelu a akvarelu. Po krátkou dobu pracoval v porcelánce v Loučkách. Dostal se jako brigádník na odstruskování v kotelně Elektrárny Tušimice a po konkursu se mu podařilo dostat do výtvarné propagace. A u propagační grafiky již zůstal. V Tušimicích setrval a zde také fotil, maloval poutače, tiskl na ofsetových strojích.
Vedl výtvarný kroužek v Kadani. V kresbě zjednodušoval tvary použitím a zvýrazněním kontur. Užíval způsob plošného zobrazování. Poté se opět věnoval figurám, zátiší a malbě krajin s barevnou střízlivostí. V 80. letech maluje krajinu v okolí Kadaně např. Františkánský klášter, Úhošťany. Velkou inspirací se mu staly cesty do Chorvatska.
Samostatně vystavoval v kadaňské galerii Pod věží. Od roku 1985 vystavoval se skupinou kadaňských výtvarníků. Dále vystavoval se skupinou výtvarníků ČEZ v Praze, v Chomutově. Okrajově se věnoval i žurnalistice, psal také pro Kadaňské noviny.
Zemřel v lednu 2016.

## František Vlček
František Vlček se narodil 30. prosince 1947 v Domažlicích. Studoval na střední průmyslové škole keramické v Bechyni a následně nastoupil do klášterecké porcelánky. Roku 1986 se se svou ženou, Jitkou Gavendovou, přestěhoval do Kadaně. V klášterecké porcelánce pracuje i dnes.
Po přestěhování do Kadaně si vzal na starost výstavy kadaňských výtvarníků. Nevynechal ani jedno sympozium v Kadani a jeho pískovcové sochy můžeme vidět na budovách a veřejných místech.
Charakteristické pro Vlčka je užívání a prolínání různých materiálů, dřevo, pískovec, porcelán, aj. Často znázorňuje postavy světců, andělů a jiných duchovních. Dále se někdy pohybuje na hraně s ironií např. socha Ikara s ohořelými křídly.
Vystavoval v Kadani, Chomutově, Praze, Děčíně, Chebu, Rakovníku a i v zahraničí. Roku 1990 otevřel se svou manželkou Galerii U Adama.

## Kryštof Kisza
Kryštof Kisza se narodil 3. listopadu 1974 v Kadani. Studoval Střední průmyslovou školu v Chomutově a po ukončení střední školy studoval rok na fotografické škole v Praze. Následně začal vystavovat své fotografické snímky v Praze, Kadani, Žatci, Vtelně u Mostu a Klášterci nad Ohří. Nyní pracuje v galerii U Netopýra u svého otce.
Pořídil snímky do knihy Kadaň a okolí, zároveň poskytl 12 černobílých panoramat pro kadaňský kalendář v roce 2003.